# مجلس الشورى الكويتي

الشيخ أحمد الجابر الصباح الذي تأسس المجلس في عهده

مجلس الشورى الكويتي الأول هو مجلس تأسس عام 1921 بعد وفاة حاكم الكويت الشيخ سالم المبارك الصباح تألف من 12 عضو معينيين يمثلون وجهاء الكويت وأعيانها. كانت اختصاصات المجلس تتمثل كهيئة استشارية تعطي النصح للأمير. وقد حل المجلس تلقائيًا بسبب كثرة الخلافات بين أعضائة وانشغالهم وعدم مواضبتهم على حضور الجلسات ثم انتهى الأمر إلى تعذر انعقاده.

## نشأة المجلس
كانت البداية بعد وفاة حاكم الكويت الشيخ سالم المبارك الصباح، حيث قرر أعيان الكويت إنهم يجب أن يكون لهم دور في اختيار الحاكم وذلك كي لا تدب الخلافات بين أبناء وأحفاد الشيخ مبارك الصباح على الحكم، حيث أن الأعيان لم يرغبوا بأن يكون هناك خلافات على وراثة الحكم، لذلك اجتمع أعيان الكويت مع آل الصباح واتفقوا على أن يكون خليفة الشيخ سالم بين 3 من أبناء الأسرة وهم:
- الشيخ أحمد الجابر الصباح (الابن الأكبر للشيخ جابر المبارك الصباح حاكم الكويت الثامن).
- الشيخ عبد الله السالم الصباح (وهو الابن الأكبر للشيخ سالم المبارك الصباح الحاكم الأسبق).
- الشيخ حمد المبارك الصباح (أحد أبناء الشيخ مبارك الكبير).

وبعد هذا الترشيح اختار رجال الأسرة الحاكمة الشيخ أحمد الجابر الصباح كي يكون هو الحاكم ويخلف عمه الشيخ سالم المبارك الصباح خصوصًا إنه كان الأكبر سنًا من بين الثلاثة المختارين لخلافة الشيخ سالم.
ولم يكتفي الأعيان بهذه المشاركة بل إنهم اجتمعوا في ديوان ناصر البدر ووضعوا وثيقة هي الأولى من نوعها بتاريخ الكويت السياسي تسمى الميثاق وهي عبارة عن عقد يربط آل الصباح وأعيان الكويت. وفي هذه الوثيقة تم الاتفاق بين الأعيان وآل الصباح على إنشاء مجلس شورى يساعد الحاكم على إدارة شئون الحكم وتصريف أمور المجتمع والدولة، وبذلك تكون أول مجلس استشاري في تاريخ الكويت السياسي وسمي مجلس الشورى.
وما يعيب المجلس انه لم يكن مجلس منتخب، حيث أن أعضائه جاءوا عن طريق التعيين وكانوا جميعا من أعيان الكويت، وكان المجلس قد انشأ في أبريل 1921.

## تكوين المجلس

حمد عبد الله الصقر رئيس المجلس

يوسف بن عيسى القناعي نائب الرئيس

يتكون المجلس من 12 عضوًا، وتم اختيار حمد عبد الله الصقر كرئيس للمجلس ويوسف بن عيسى القناعي نائبًا للرئيس.

### أعضاء مجلس الشورى
- حمد عبد الله الصقر.
- يوسف بن عيسى القناعي.
- هلال فجحان المطيري.
- عبد العزيز الرشيد.
- أحمد الفهد الخالد.
- عبد الرحمن خلف النقيب.
- خليفة شاهين الغانم.
- شملان علي الرومي.
- إبراهيم المضف.
- مرزوق الداود البدر.
- أحمد صالح الحميضي.
- مشعان الخالد.

## أهم الأعمال التي قام بها المجلس
قرر أن جميع الأحكام بين الرعية في المعاملات والجنايات تكون طبقاً لحكم الشريعة الإسلامية.

## نهايه المجلس
أنهى الشيخ أحمد الجابر الصباح أعمال المجلس في يونيو 1921، أي بعد شهرين من نشأته وكان ذلك بسبب انشغال أعضاء المجلس بأعمالهم وتجارتهم الخاصة.